# Carretera Estatal de Indiana 2
La Carretera Estatal de Indiana 2, y abreviada IN 2 (en inglés: Indiana State Road 2) es una carretera estatal estadounidense ubicada en el estado de Indiana. La carretera inicia en el oeste desde la IL 17  en Lowell hacia el este en la US 20 ,  US 31     en South Bend. La carretera tiene una longitud de 130,3 km (80.98 mi).

## Mantenimiento
Al igual que las autopistas interestatales, y las rutas federales y el resto de carreteras estatales, la Carretera Estatal de Indiana 2 es administrada y mantenida por el Departamento de Transporte de Indiana por sus siglas en inglés INDOT.

## Cruces
La Carretera Estatal de Indiana 2 es atravesada principalmente por la I 65     en Dinwiddle.